# Myron

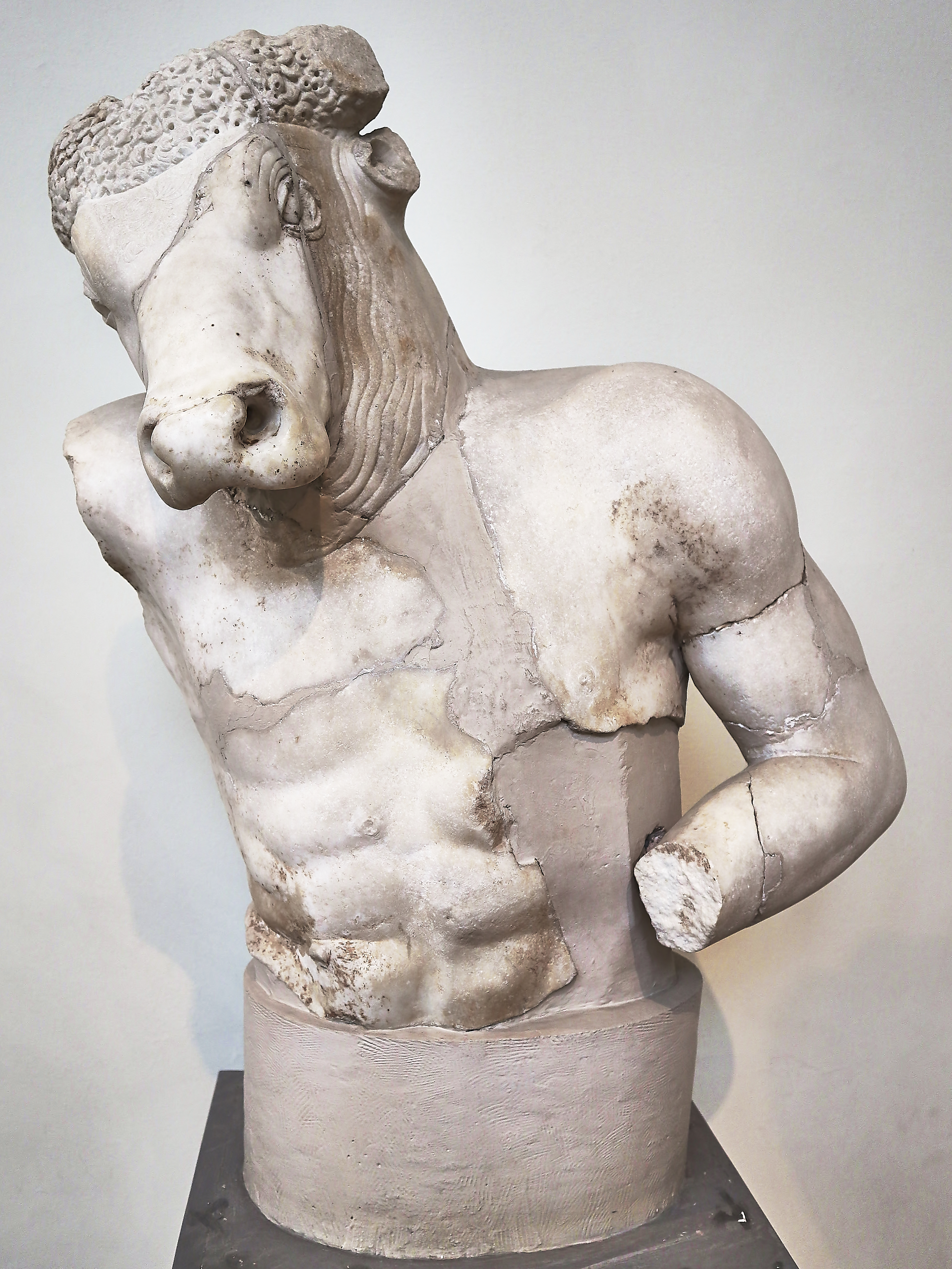
Minotaur, từ một đài phun nước của Athens, là một trong các tác phẩm của Myron về Theseus và Minotaur (Bảo tàng Khảo cổ học Quốc gia Athens).

Myron thành Eleutherae (tiếng Hy Lạp cổ: Μύρων) sống trong khoảng thời gian 480 TCN - 440 TCN, là một nhà điêu khắc người Athens thế kỷ 5 TCN. Ông sinh ra tại Eleutherae, vùng biên giới giữa Boeotia và Attica. Theo sách Lịch sử tự nhiên của Pliny, Ageladas thành Argos là thầy của ông. Người lữ hành Pausanias ghi chú là các tác phẩm của Myron vẫn còn nguyên vào thế kỷ 2 TCN.